# Craspedonema
Genre
Espèces de rang inférieur
- Craspedonema elegans Rahm, 1928
- Craspedonema styriacum Micoletzky, 1922
- Craspedonema zeelandicum (de Man, 1926)

Craspedonema est un genre de nématodes chromadorés de la famille des Bunonematidae.